# Yacht Club de Monaco
Lo Yacht Club de Monaco è stato fondato nel 1953 dal principe Ranieri III di Monaco. Si trova nel quartiere di La Condamine a Monaco.
La storia del club arriva però dal XIX secolo. Nel 1862 si disputarono le prime regate a Monaco, mentre nel 1888 un gruppo di dodici monegaschi decise di creare la Société des Régates, sotto il patronato del principe Alberto I di Monaco. Dalla Société des Régates venne creato lo Yacht Club de Monaco.
Attuale Presidente è il Principe Alberto II di Monaco.
Soci onorari:
- Il principe Karim Aga Khan IV
- Mr e Mme Jean Besins
- Raoul Biancheri
- Fernanda Casiraghi
- Paul Cayard
- Herbert Dahm
- Il re Juan Carlos di Borbone
- Il principe e la principessa Carlo di Borbone-Due Sicilie
- Il principe Vittorio Emanuele di Savoia
- Pierre Fehlmann
- La principessa Carolina di Monaco
- Adrien Maeght
- La principessa Maria Gabriella di Savoia

## Sede sociale
La sede sociale del Club, a forma di nave, è stata disegnata dall'architetto britannico Lord Norman Foster, e si  trova sul Quai Antoine 1er, nell'avamporto (Porto d'Ercole) nel quartiere de La Condamina.

## Eventi Sportivi
Fin dalla fondazione sono state promosse diverse manifestazioni, che si svolgono ancora oggi: Tournoi International de Snipes, Trophée Losange d'Or, Championnat International de la Méditerranée de Star Class, Meetings motonautiques Internationaux de Monaco, Courses de régularité, etc.